# Косиково (Двиницкое сельское поселение)
Косиково — деревня в Сокольском районе Вологодской области.
Входит в состав Двиницкого сельского поселения, с точки зрения административно-территориального деления — в Двиницкий сельсовет.
Расстояние по автодороге до районного центра Сокола — 52,5 км, до центра муниципального образования Чекшина — 14,5 км. Ближайшие населённые пункты — Карцево, Середнее, Заречье.
По переписи 2002 года население — 3 человека.